# Hieracium neocerinthoides
Hieracium neocerinthoides es una especie de planta con flor del género Hieracium, de la familia Asteraceae, orden Asterales.

## Distribución
Hieracium neocerinthoides se distribuye por Italia y Suiza.

## Taxonomía
Fue descrita científicamente por Arv. Touv. y Briq.